# Wilmar (Brandenburg)
Wilmar, auch Wilmann (geb. vor 1133; gest. 1173) war von etwa 1161 bis 1173 Bischof des Bistums Brandenburg.

## Leben
Er war Prämonstratenser im Stift Leitzkau. Als Scholastiker ist er dort 1133 nachweisbar. Er folgte dem ersten Propst Lambert 1156 in dessen Amt nach.
Zum Bischof gewählt wurde er von dem zum provisorischen Domkapitel gemachten Stift Leitzkau. Geweiht wurde er von Erzbischof Wichmann von Seeburg. Als Bischof nachweisbar ist er auf der Magdeburger Generalsynode von 1161. Er war mit der Situation des Bistums durch seine bisherige Tätigkeit vertraut und führte die Zielsetzungen seines Vorgängers Wigger fort.
Bisher hatte das Prämonstratenserstift in Leitzkau die Funktion eines Domkapitels. Wilmar machte 1161 den Konvent von Parduin zum Domkapitel des Bistums Brandenburg. Er übergab dem Kapitel eine Reihe von Gütern. Am Bischofssitz wurde auch ein weiteres Archidiakonat für den östlichen Teil der Diözese eingerichtet. Von Friedrich I. erwirkte er eine Urkunde, in der nicht nur alle Privilegien der Diözese zusammengestellt waren, sondern die auch den gesamten Besitz des Bistums bestätigte. Im Jahr 1165 befahl er die Übersiedlung des Domkapitels auf die Dominsel und legte am 11. Oktober 1165 den Grundstein für den Bau eines neuen Domes.
Wilmar war Unterstützer von König Friedrich I. und hielt sich häufig in der Nähe des Hofes auf. So war er im Juni 1161 in Lodi anwesend, als der König dem Kloster Cappenberg dessen bisherige Rechte bestätigte. In Fulda war er 1165 Zeuge, als der König das neu gegründete Kloster Frauenbreitungen in seinen Schutz nahm. Im Jahr 1170 war er bei der Weihe des neuen Domes in Havelberg anwesend.